# 薩克森-魏瑪-艾森納赫的保琳
薩克森-魏瑪-艾森納赫的保琳（德語：Pauline von Sachsen-Weimar-Eisenach，1852年7月25日—1904年5月17日），薩克森-魏瑪-艾森納赫的赫爾曼之女，母親是符騰堡國王威廉一世的女兒奧古斯塔。

## 家庭
1873年，保琳與薩克森-魏瑪-艾森納赫大公世子卡爾·奧古斯特結婚，兩人共有兩個兒子：
1. 威廉·恩斯特（1876年—1923年）
2. 博恩哈德（1878年—1900年）